# EOSC Offenbach
Der EOSC Offenbach,, eigentlich Erster Offenbacher Schwimm-Club von 1896, ist ein Sportverein aus Offenbach am Main.

## Geschichte
Der Verein wurde am 25. Februar 1896 als Offenbacher Schwimm Verein gegründet und zunächst schwammen die Mitglieder im Main. Nach dem Zweiten Weltkrieg wurde der Verein unter seinem heutigen Namen wiedergegründet. 1951 öffnete das Waldschwimmbad Rosenhöhe in Offenbach-Rosenhöhe, das seither mehrfach renoviert wurde.
Seit 1961 besteht eine Abteilung für Wasserball, 1968 kamen eine Tennis-Abteilung und eine Basketball-Abteilung hinzu. Außerdem bietet der Verein Gymnastik, Volleyball und Triathlon an.

## Erfolge
Der EOSC war Deutscher Mannschaftsmeister im Schwimmen der Herren in der Saison 1984/85 sowie 1986 und 1987.
Bis 2023 haben vier Mitglieder des EOSC an olympischen Schwimmwettbewerben teilgenommen:
- Thomas Fahrner: Einmal Silber, zweimal Bronze (1984 und 1988)
- Michael Groß: Dreimal Gold, zweimal Silber, einmal Bronze (1984 und 1988)
- Alexander Mayer: Olympiavierter 1988
- Łukasz Wójt: Olympiateilnehmer 2008 für Polen

## Ehrenmitglieder
Der EOSC hat 2023 drei Ehrenmitglieder: Michael Groß als Schwimmer, die Fechterin Cornelia Hanisch als Tennisspielerin und Henrik Rödl als Basketballspieler. Groß und Hanisch sind auch Mitglieder der Hall of Fame des deutschen Sports.